# Терентьєвська (Верховазький район)
Тере́нтьєвська (рос. Терентьевская) — присілок у складі Верховазького району Вологодської області, Росія. Входить до складу Чушевицького сільського поселення.

## Населення
Населення — 31 особа (2010; 44 у 2002).
Національний склад (станом на 2002 рік):
- росіяни — 100 %